# Marie von Radziwiłł

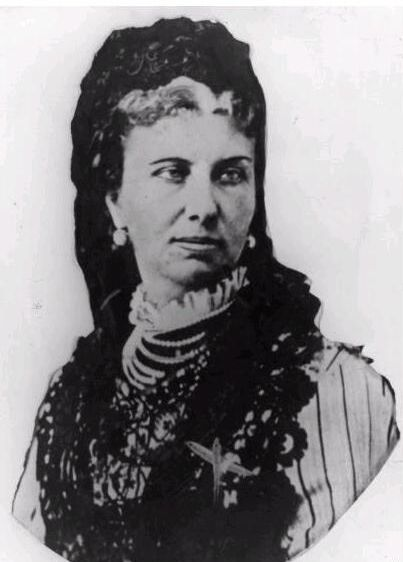
Fürstin Marie Radziwiłł

Marie Dorothea Fürstin von Radziwiłł, geb. Comtesse de Castellane (* 19. Februar 1840 in Paris; † 10. Juli 1915 in Kleinitz/Schlesien) war eine politisch einflussreiche Berliner Salonnière und polnische Aristokratin französischer Herkunft.

## Leben
Die Tochter des Marquis Henri de Castellane (1814–1847) und der Prinzessin Pauline von Talleyrand-Périgord (1820–1890) wurde in eine regelrechte Salonnièren-„Dynastie“ hineingeboren. Ihre Kindheit verbrachte sie erst in Paris, nach dem frühen Tod des Vaters auf den schlesischen Besitztümern ihrer Mutter. Nach ihrer Heirat und Übersiedelung nach Berlin wurde sie schnell eine der prominentesten Persönlichkeiten in der höfischen und politischen Gesellschaft des jungen Deutschen Kaiserreiches. Mit dem alten Kaiserpaar in enger Verbindung, kultivierte sie einen französischen Salonstil und übte durch ihre Herkunft sowie ihre zahlreichen Bekanntschaften indirekt politischen Einfluss aus, vor allem während des Kulturkampfes in den 1870er und 80er Jahren, als sich der Katholizismus in Deutschland sowie die dort lebende starken Repressalien durch Regierung und Behörden ausgesetzt sah. Hierdurch zog sie sich die Feindschaft Otto von Bismarcks zu.
Mit Kriegsbeginn 1914 erlosch das Berliner Salonleben, dessen Internationalität, Kultiviertheit und ideologische Zwanglosigkeit kaum irgendwo so zum Ausdruck gekommen war wie im Salon Radziwiłł. Die Fürstin selber, seit 1904 verwitwet, sah sich aufgrund ihrer französischen Herkunft dem – unberechtigten – Vorwurf der Spionage ausgesetzt und zog sich auf ihre schlesischen Güter zurück, wo sie 1915 starb.
Als Salonière stand Fürstin Marie in der Tradition ihrer Großmutter Dorothea von Kurland sowie der Großmutter ihres Mannes, Fürstin Luise Radziwiłł, geborene Prinzessin von Preußen (siehe berühmte Verwandte). Ebenso gab sie die Mémoiren Luises und die Korrespondenz Dorotheas heraus (siehe Herausgeberschaft).

## Salon

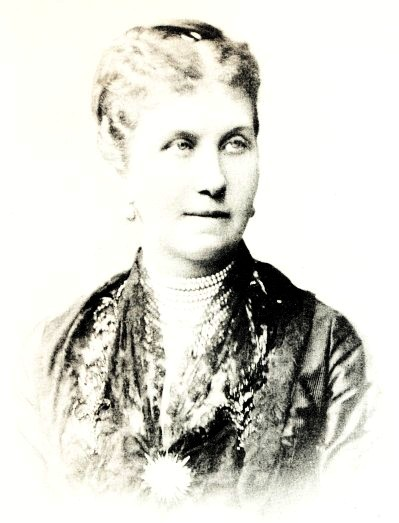
Marie Fürstin von Radziwiłł auf einer Fotografie aus dem Jahr 1890

Marie Radziwiłł führte seit Mitte der 1860er Jahre bis zum Beginn des Ersten Weltkrieges im August 1914 einen vorwiegend politisch orientierten Salon in Berlin. Ort war bis 1878 das Palais Radziwill in der Wilhelmstraße 77, anschließend, nachdem die Reichskanzlei dorthin umgezogen war, ihr Stadtpalais am Pariser Platz 3. Besondere Merkmale ihres Salons waren neben dem politischen Schwerpunkt
- die Fremdsprachigkeit: Es wurde üblicherweise französisch gesprochen;
- die nationelle und konfessionelle Vielfalt: Hier verkehrten überdurchschnittlich viele Franzosen und Polen sowie Katholiken;
- die soziale Zusammensetzung: Die Gäste entstammten vorwiegend aus dem Adel und Hochadel und aus Hofkreisen sowie den höchsten politischen Funktionsklassen.

Darüber hinaus galt der Salon Radziwiłł als das wichtigste gesellschaftliche Zentrum aristokratischer Bismarckgegner neben dem Salon der Marie von Schleinitz. In dieser Hinsicht sowie in seiner grundsätzlichen Orientierung war sein zeitgenössisches Gegenstück der Berliner Salon der Baronin Spitzemberg, Bismarcks Freundin, welche freilich persönlich mit Fürstin Marie Freundschaft verband.
Maries Neffe Boniface „Boni“ de Castellane (1867–1922) fand über sie folgendes Urteil, das zu einem Bonmot der Belle Époque wurde:

„Ma tante Radziwill, c’est le bœuf Apis en personne et la reine de Berlin. Lorsque ma future belle-sœur était princesse de Furstenberg et régnait elle-même à Berlin, elle trouvait constamment sa cousine sur son chemin. Dans les cérémonies de la cour, tantôt c’était elle qui avait le pas, comme princesse médiatisée, sur sa cousine et future tante, tantôt c'était le contraire, parce que le prince Radziwill était grand écuyer de l’Empereur.“

## Familie

### Ehe und Nachkommen

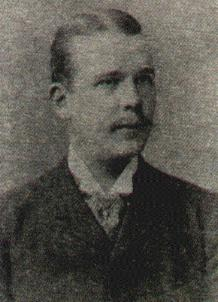
Jerzy Fryderyk Wilhelm Radziwill 1860–1914

Marie de Castellane heiratete am 3. Oktober 1857 in Sagan den Prinzen Anton von Radziwiłł (1833–1904), ältester Sohn des preußischen Generals Wilhelm Fürst von Radziwill (1797–1870) und selber preußischer Offizier sowie Adjutant, seit 1885 Generaladjutant Kaiser Wilhelms I., der 1873 in den preußischen Fürstenstand erhoben wurde. Sie hatten vier Kinder:
- Georg (Jerzy) (1860–1914)
- Mathilda (1861–1950)
- Helena (1874–1958)
- Stanislaw (1880–1920)

### Berühmte Verwandte
Marie de Castellane kam aus einer berühmten Familie und heiratete in eine ebenso berühmte ein. Ihre Großeltern mütterlicherseits waren Dorothea von Sagan (1793–1862), Tochter der Dorothea von Kurland und Edmond de Talleyrand-Périgord (1787–1872), Neffe des berühmten französischen Außenministers Charles-Maurice de Talleyrand. Die Großeltern väterlicherseits ihres Mannes wiederum waren der zeitweilige preußische Statthalter in Posen Fürst Anton Radziwiłł (1775–1833) und Prinzessin Luise von Preußen (1770–1836), Tochter des Prinzen Ferdinand (1730–1813) und Schwester des Prinzen Louis Ferdinand (1772–1806) von Preußen.
Eine andere große Salonière und Gesellschaftsdame der Zeit, Fürstin Dorothée „Dolly“ Fürstenberg (1862–1948), geborene Prinzessin Talleyrand-Périgord, war zweifach ihre Cousine ersten Grades, da ihrer beider Eltern jeweils Bruder und Schwester waren. Als Dolly nach dem Tod ihres ersten Mannes, des Fürsten Karl Egon IV. zu Fürstenberg (1852–1896), Maries Neffen Jean de Castellane (ihren eigenen Neffen zweiten Grades) heiratete, wurde sie zudem deren Nichte.

## Berühmte Habitués
| - Emil von Albedyll - Franz von Arenberg - Kaiserin Augusta - Kaiserin Auguste Victoria - Theobald von Bethmann Hollweg - Otto von Bismarck - Bernhard von Bülow - Marie von Bunsen - Jules Cambon - George Curzon, 1. Marquess Curzon of Kedleston - Rudolph von Delbrück - August zu Eulenburg - Botho zu Eulenburg | - Heinrich von Friedberg - Agenor Gołuchowski der Jüngere - Élie de Gontaut-Biron - Edward Goschen, 1. Baronet - Wilhelm von Hahnke - Hermann von Hatzfeldt-Trachenberg - Marie zu Hohenlohe-Schillingsfürst - Bogdan von Hutten-Czapski - Nikolai Pawlowitsch Ignatjew - Ernst von Ihne - Heinrich Friedrich von Itzenplitz - Alfred von Kiderlen-Wächter - Botho von dem Knesebeck | - Lilli Lehmann - Hugo Graf von und zu Lerchenfeld-Köfering (1843–1925) - Walter von Loë - Edward Malet - Adolf Marschall von Bieberstein - Laura Minghetti - Helmuth von Moltke - Georg Herbert zu Münster - Hedwig von Olfers - Luise von Oriola - Maximiliane von Oriola - Hugo von Radolin - Friedrich Wilhelm von Redern | - Odo Russell, 1. Baron Ampthill - Max von Schwartzkoppen - Götz von Seckendorff - Hildegard von Spitzemberg - Cecil Spring-Rice - Ladislaus von Szögyény-Marich - Max von Thielmann - Karl von Varnbüler - Wilhelm Adolph Maximilian V. zu Wied - Kaiser Wilhelm I. - Kaiser Wilhelm II. |

## Veröffentlichungen

### Mémoiren
- Souvenirs de la Princesse Antoine Radziwill (née Castellane), 1840-1873. Une Française à la cour de Prusse. Hrsg. v. Gräfin Elisabeth und Gräfin Helena Potocka. 4. Auflage. Plon, Paris 1931.

### Korrespondenzen
- Briefe vom deutschen Kaiserhof. Ullstein, Berlin 1936.
- Lettres de la Princesse Radziwill au Général de Robilant, 1889–1914. Une grande dame d’avant guerre . 4 Bände. Zanichelli, Bologna 1933 f.

### Herausgeberschaft
- [Duchesse de Dino, puis Duchesse de Talleyrand et de Sagan]: Chronique de 1831 à 1862. Publié avec des annotations et un index biographique. 4 Bände. Plon, Paris 1908 f.
- Quarante-cinq années de ma vie (1770 à 1815). Louise de Prusse, Princesse Antoine Radziwill. Publié avec des annotations et un index biographique. Plon, Paris 1911.